# (8719) Vesmír
8719 Vesmir (1995 VR) – planetoida z pasa głównego asteroid okrążająca Słońce w ciągu 4,3 lat w średniej odległości 2,64 au. Odkryta 11 listopada 1995 roku.